# 苏丹阿都沙末大厦

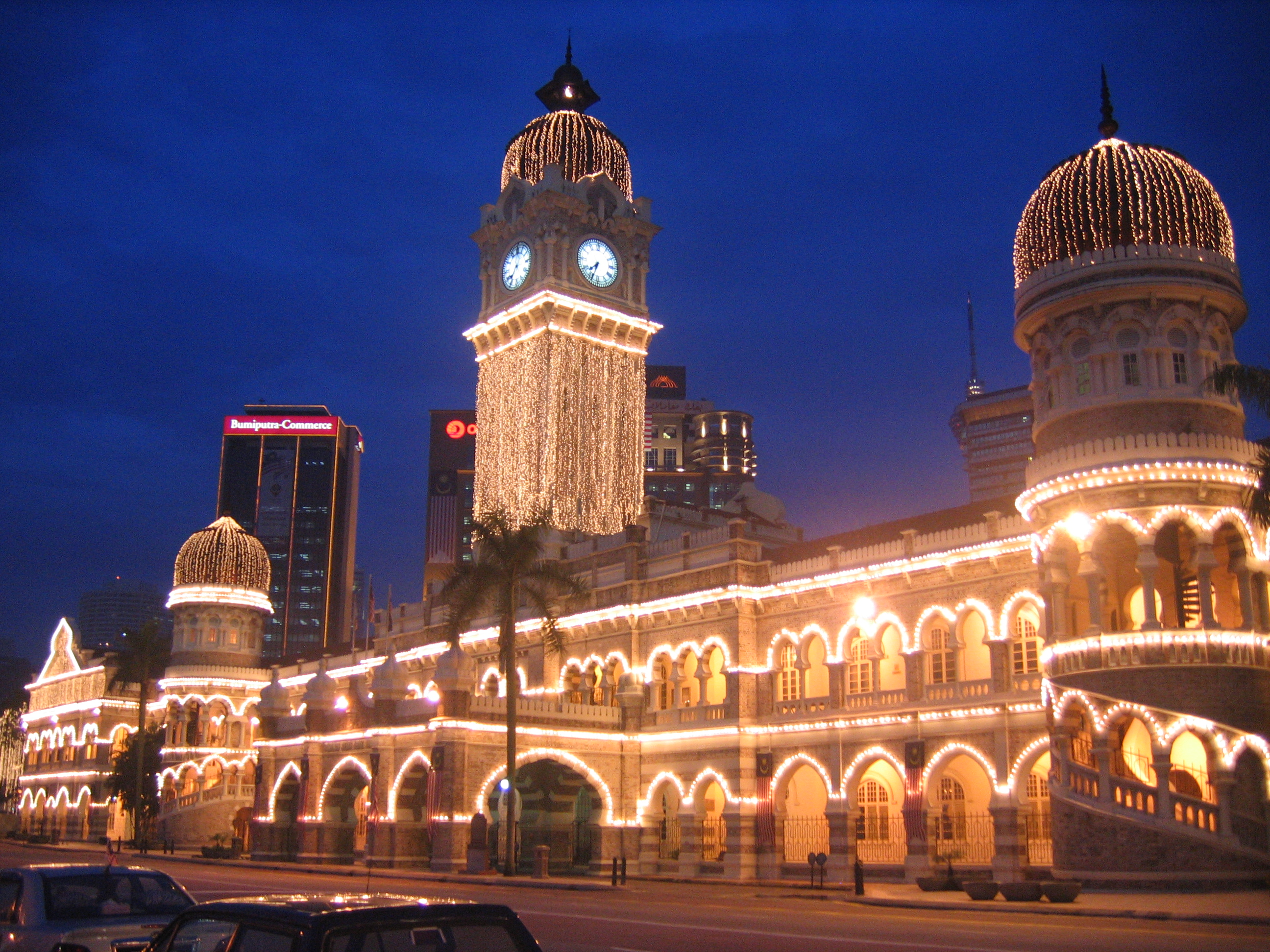
夜景

苏丹阿都沙末大厦是马来西亚吉隆坡重要的地标，面临独立广场和雪兰莪皇家俱乐部，得名于当时的雪兰莪苏丹阿都沙末。
这座大厦有高41米的大钟楼，和闪亮的铜圆顶。是前吉隆坡高等法院的所在地，也是马来西亚联邦法院及上诉院的旧址。在此也举办一些重要活动，例如8月31日的国庆游行。

## 历史
这座大厦兴建于1894至1897年期间，在英治時期由公共事務調查局助理建築師亞瑟‧班尼生‧胡貝克設計。容纳了殖民地政府的几个重要部门，带有摩尔风格。
1957年8月31日0时钟声响起的那一刻，英国国旗在此降下，马来亚国旗首次升起。
在广场的南端有一个95米高的旗杆，是马来西亚吉隆坡最高的旗杆，旗杆上挂著有「輝煌条紋」之称的馬来西亚国旗。